# 天神ノ森天満宮
天神ノ森天満宮（てんじんのもりてんまんぐう）は、大阪市西成区にある神社。
宗教法人としての登録名称は「天満宮」である。

## 祭神
- 主祭神 - 菅原道真

## 歴史
この地は、平安時代の昌泰4年（901年）に菅原道真が大宰府に左遷された際、道真が住吉大社に寄って参拝しようとして休憩した場所であるという。その後祠が建てられて、応永年間（1394年 - 1428年）に京都の北野天満宮の分霊を奉斎し、当社が創建されたという。
戦国時代には茶人の武野紹鴎が当社の境内にある「天神の森」から湧く泉水を愛し、森の一隅に居住したため「天神の森」は「紹鴎の森」とも呼ばれる。当社も別名として紹鴎森天満宮とも呼ばれるようになった。
豊臣秀吉が淀殿の懐妊時に、安産祈願のために当社に参詣したことがある。このため別名として子安石天満宮とも呼ばれる。
また、秀吉は当社付近から湧く名水「恵の水」を好み、住吉大社への参拝や堺への往来の際にはこの付近にあった茶店で休息し、茶の湯を楽しんだ。これにより、この茶店は天下茶屋と呼ばれるようになり、やがて地名となった。

## 境内
- 本殿 - 元禄15年（1702年）7月再建[2][4]。
- 幣殿
- 拝殿
- 子安石
- 天神の森
- 天下茶屋の仇討供養塔 - このため、当社は別名を天下茶屋天満宮とも呼ばれる。
- 遥拝所
- 絵馬殿
- 社務所
- 地蔵堂

### 摂末社
- 天照皇大神社 - 祭神：天照皇大神。
- 猿田彦命社 - 祭神：猿田彦命。
- 倉稲魂大神社 - 祭神：稲荷大明神。
- 地主神社
- 楠社
- 白雪龍神祠
- 白髭竜王祠
- 白龍大明神祠

## 文化財

### 大阪市指定保存樹
- くすのき 13本[3]

## 所在地
- 大阪府大阪市西成区岸里東2丁目3-19

## アクセス
- 南海電気鉄道南海本線・高野線 岸里玉出駅より徒歩約4分。
- 阪堺電気軌道阪堺線 天神ノ森停留場より徒歩約2分。